# Zapata de freno

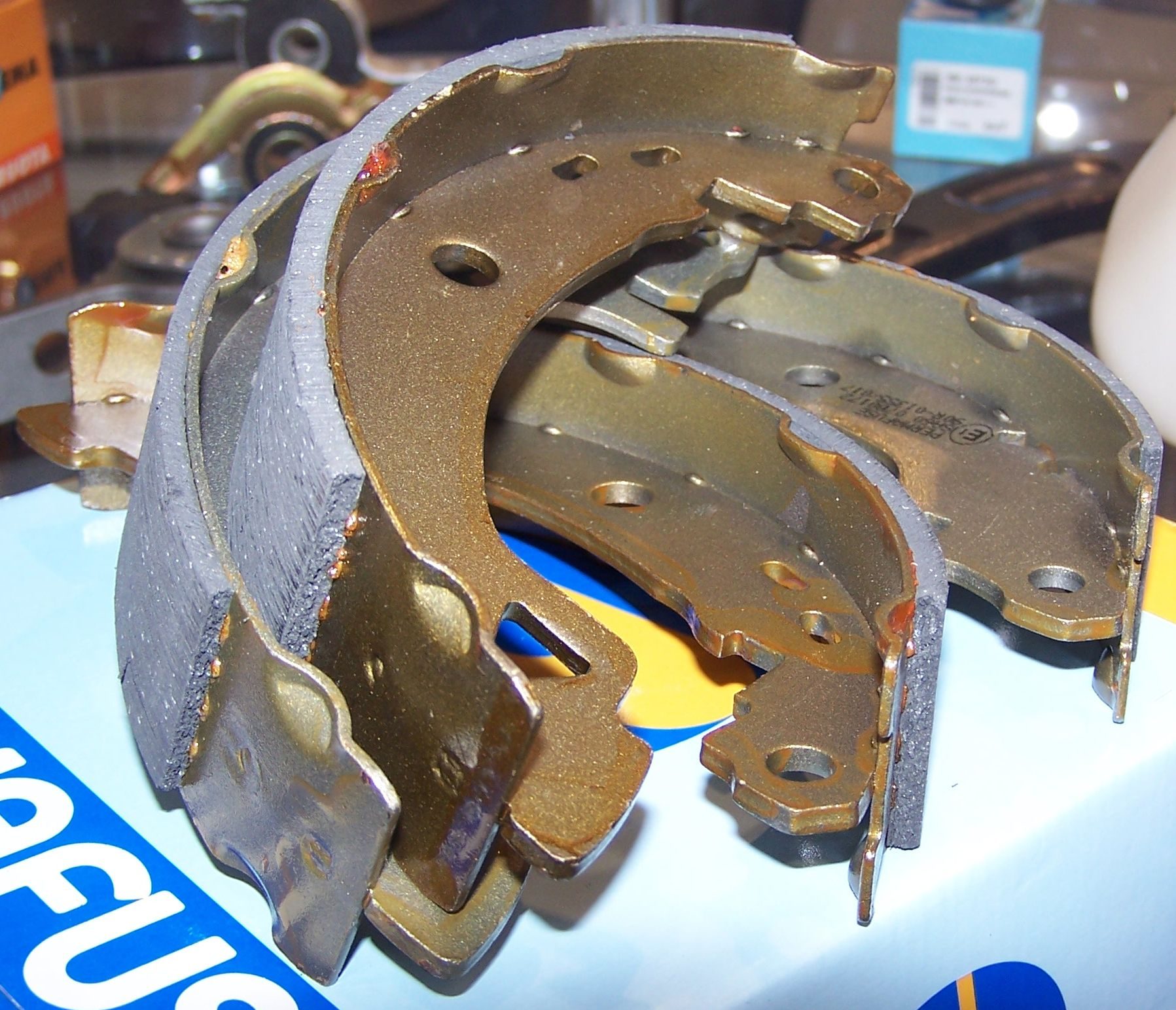
Zapatas y forros de freno de tambor

Una zapata de freno es la parte de un sistema de frenado que lleva el forro de freno en los frenos de tambor que se usan en los automóviles, o la zapata de freno en los frenos de tren y frenos de tambor en bicicletas. Un dispositivo que se coloca en una vía para reducir la velocidad de los vagones de ferrocarril también se denomina zapata de freno.

## Freno de tambor de automóvil
La zapata de freno lleva el forro de freno, que está remachado o pegado a la zapata. Cuando se aplica el freno, la zapata se mueve y presiona el revestimiento contra el interior del tambor. La fricción entre el revestimiento y el tambor proporciona el esfuerzo de frenado. La energía se disipa en forma de calor.
Los automóviles modernos tienen frenos de disco en todas partes, o discos en la parte delantera y tambores en la parte trasera. Una ventaja de los discos es que pueden disipar el calor más rápidamente que los tambores, por lo que hay menos riesgo de sobrecalentamiento.
La razón para retener los tambores en la parte trasera es que un tambor es más efectivo que un disco como freno de estacionamiento.

## Freno de ferrocarril
La zapata de freno está recubierta de un bloque de fricción. El bloque estaba hecho originalmente de madera, pero se pasó al uso de hierro fundido (particularmente fundición gris) que posteriormente se sustituyó por materiales compuestos de alta fricción. En el caso del ferrocarril, cuando se aplica el freno, la zapata se mueve y presiona el bloque contra la banda de rodadura de la rueda. Además de proporcionar esfuerzo de frenado, esto también "friega" la rueda y la mantiene limpia. Este roce provoca el desgaste de la banda de rodadura de la rueda y, a menudo, provoca el chirrido de los frenos. Los frenos de banda de rodadura en los trenes de pasajeros ahora han sido reemplazados en gran medida por frenos de disco.
Algunos operadores de trenes de mercancías pesadas han comenzado a utilizar zapatas (y pastillas) de freno que emplean varios tipos de plástico (como el kevlar). Uno de ellos es DB Cargo, y cita menos desgaste y especialmente menos ruido, lo que es importante cuando se circula en áreas urbanizadas.

## Catalogación
Existen diferentes sistemas para la catalogación de zapatas de freno. El sistema más utilizado en Europa es el sistema de numeración WVA.

## Zapata de freno para vagones de ferrocarril
Se puede colocar una zapata de freno en la vía para detener un vagón en movimiento. La rueda gira hasta la lengüeta y luego la zapata de freno se desliza con el vagón en la vía hasta que se detiene. También se les llama patines de riel.

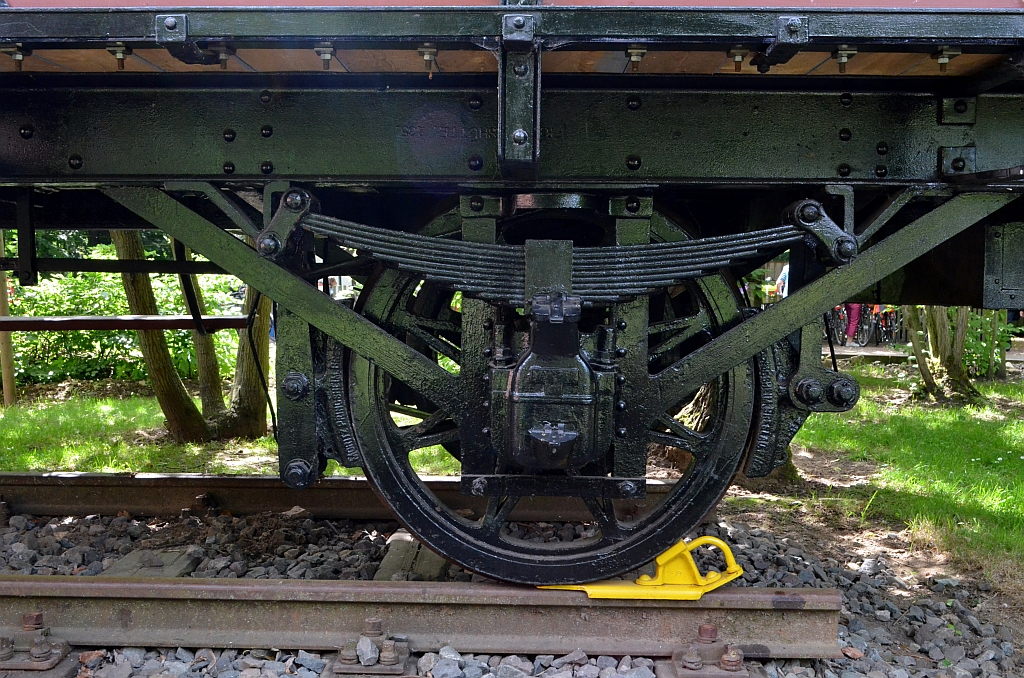
Zapata de freno para vagones de ferrocarril